# كاتريونا موريسون
كاتريونا موريسون (بالإنجليزية: Catriona Morrison)‏ هي تريثلت بريطانية، ولدت في 11 يناير 1977 في غلاسكو في المملكة المتحدة.

## وصلات خارجية
- كاتريونا موريسون على موقع اتحاد الترياتلون الدولي (الإنجليزية)
- كاتريونا موريسون على موقع IAT Triathlon Database (الإنجليزية)
- كاتريونا موريسون على موقع اتحاد ألعاب الكومنولث (مؤرشف) (الإنجليزية)